# Calolampra atra
Calolampra atra är en kackerlacksart som först beskrevs av Johann Gottlieb Otto Tepper 1893.  Calolampra atra ingår i släktet Calolampra och familjen jättekackerlackor. Inga underarter finns listade.